# Paratagalis
Paratagalis is een geslacht van wantsen uit de familie van de Reduviidae (Roofwantsen). Het geslacht werd voor het eerst wetenschappelijk beschreven door Monte in 1943.

## Soorten
Het genus bevat de volgende soorten:

- Paratagalis spinosus Monte, 1943
- Paratagalis zikani Gil-Santana & Costa, 2009